# Pama (Burkina Faso)
Pama è un dipartimento del Burkina Faso classificato come città, capoluogo della provincia di Kompienga, facente parte della Regione dell'Est.
Il dipartimento si compone del capoluogo e di altri 14 villaggi: Bombontangou, Folpodi, Kabonga I, Kabonga II, Kalmama-Signoghin, Koalou, Kompiembiga, Kpadiari, Nadiagou, Niorgou I, Niorgou II, Oumpougdéni, Tibadi e Tindangou.